# (10105) Holmhällar
(10105) Holmhällar es un asteroide perteneciente al cinturón de asteroides descubierto el 6 de marzo de 1992 por el equipo del Uppsala-ESO Survey of Asteroids and Comets desde el Observatorio de La Silla, Chile.

## Designación y nombre
Holmhällar fue designado inicialmente como 1992 EM12.
Posteriormente, en 2001, se nombró por Holmhällar, un área costera de la isla de Gotland.

## Características orbitales
Holmhällar está situado a una distancia media de 3,13 ua del Sol, pudiendo acercarse hasta 2,816 ua y alejarse hasta 3,444 ua. Tiene una inclinación orbital de 0,8759 grados y una excentricidad de 0,1003. Emplea 2022 días en completar una órbita alrededor del Sol. El movimiento de Holmhällar sobre el fondo estelar es de 0,178 grados por día.

## Características físicas
La magnitud absoluta de Holmhällar es 13,4.